# Saint-Gérand-de-Vaux
Saint-Gérand-de-Vaux är en kommun i departementet Allier i regionen Auvergne-Rhône-Alpes i de centrala delarna av Frankrike. Kommunen ligger  i kantonen Neuilly-le-Réal som ligger i arrondissementet Moulins. År 2022 hade Saint-Gérand-de-Vaux 395 invånare.

## Befolkningsutveckling
Antalet invånare i kommunen Saint-Gérand-de-Vaux
Referens: INSEE